# Трубецкая, Анастасия Ивановна
Анастаси́я Ива́новна Гессен-Гомбургская (4 (15) октября 1700 — 27 ноября (8 декабря) 1755, Санкт-Петербург) — русская княжна из рода Трубецких, в первом браке княгиня Кантемир, дочь фельдмаршала князя И. Ю. Трубецкого, единокровная сестра И. И. Бецкого, статс-дама.

## Биография

### Происхождение
Анастасия родилась 4 (15) октября 1700 года в семье фельдмаршала князя Ивана Юрьевича Трубецкого (1667—1750) и его второй жены Ирины Григорьевны Нарышкиной (1669—1749). Отец Анастасии известен как «последний боярин» (он был последним носителем этого чина), он приходился дядей государственному деятелю Никите Юрьевичу Трубецкому. Мать Анастасии — родственница матери Петра I, была статс-дамой при дворе трех императриц: Екатерины I, Анны Ивановны и Елизаветы Петровны.

### Первый брак
Анастасия Ивановна свою молодость провела в Швеции, куда её мать последовала за мужем, взятым в плен в сражении при Нарве. Вернувшись с родителями из Стокгольма, где она получила чисто европейское образование, княжна Анастасия Ивановна 14 января 1717 года вышла замуж за проживавшего в Петербурге князя Дмитрия Константиновича Кантемира, бывшего господаря Молдавского княжества. 
Ее мать, Ирина Григорьевна, была дочерью Григория Филимоновича Нарышкина, являвшегося двоюродным братом Кириллу Полиевктовичу Нарышкину, то есть отцу Натальи Кирилловны, матери Петра I. Таким образом, Ирина Григорьевна и Наталья Кирилловна приходились друг другу троюродными сестрами, а значит, Анастасия Ивановна приходилась четвероюродной сестрой Петру I. Следовательно, князь Дмитрий в четвертой степени породнился с самим царем.
От этого, по-видимому счастливого, брака с сорокапятилетним вдовцом княгиня в ноябре 1720 года родила дочь, княжну Смарагду (Екатерину) Дмитриевну, бывшую замужем за князем Д. М. Голицыным.
Камер-юнкер Берхгольц в своем дневнике писал в 1721 году :
…Войдя туда, где стояла княгиня Валахская, я был поражен красотой её стана и лица, она, бесспорно, одна из прекраснейших женщин во всем Петербурге. Хотя я и прежде имел счастие видеть её в Швеции (где она несколько лет находилась в плену с отцом своим, генералом князем Трубецким и одной или двумя сестрами) при бракосочетании нынешней королевы и кроме того не раз, и она тогда уже слыла за красавицу, однакож теперь нашел её еще красивее и приятнее, она блондинка, высока ростом и имеет прекрасные руки и чудный цвет лица. На веке левого глаза у неё маленькое черное пятно, издали похожее на мушку, но это нисколько не вредит красоте и живости её глаз, напротив делает их еще более выразительными. Его высочество, знавший княгиню еще в Швеции, очень занимался ею и так как она женщина весьма приятная и образованная, то они хорошо проводили время, разговаривая то по-шведски, то по-немецки.

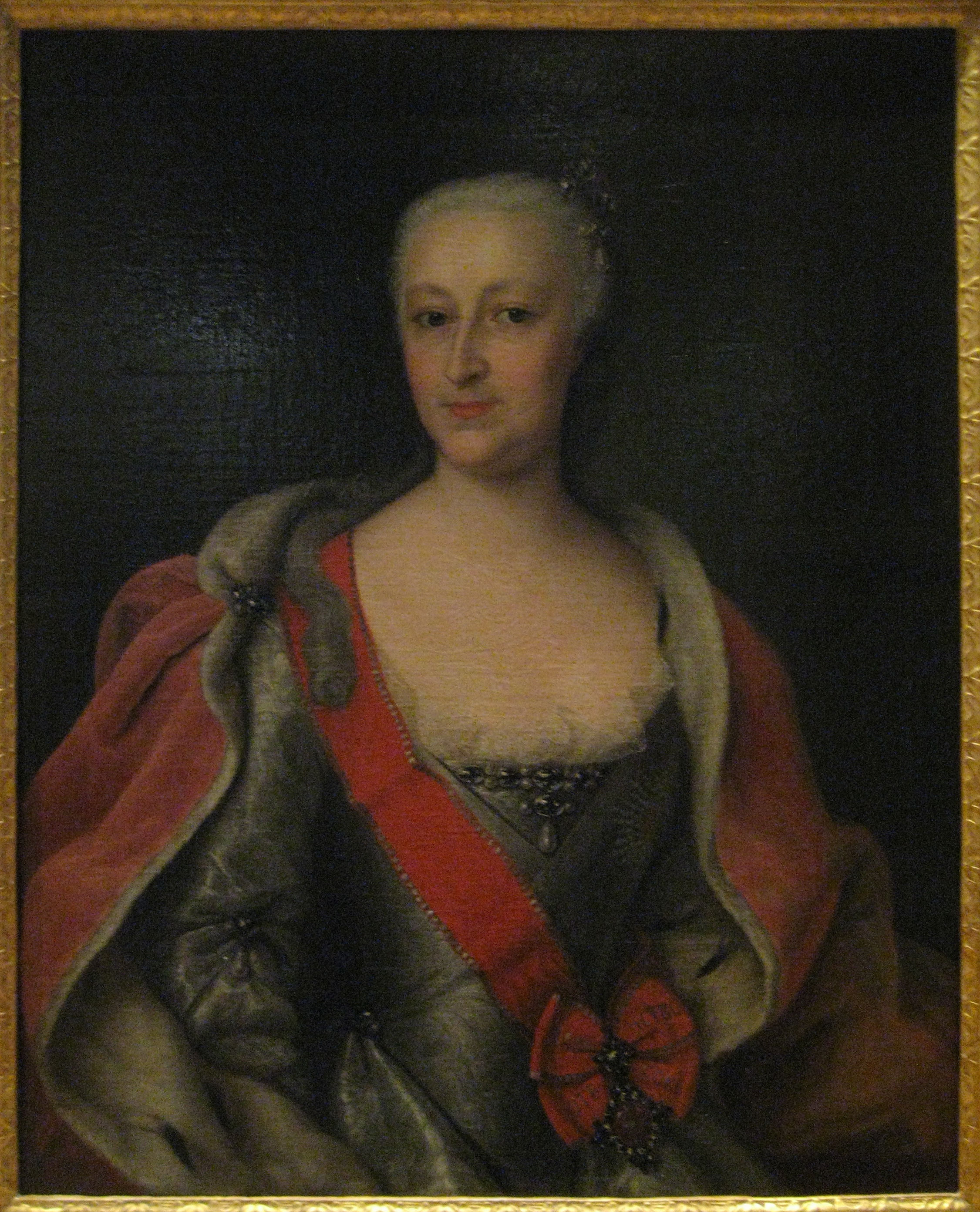
Портрет кисти Ф.Липпольда (не ранее 1741, Кусково)

Жили Кантемиры на Никольской улице, дом их был между Николаевским греческим монастырем и типографией. В своем особняке супруги устраивали ассамблеи, на которых присутствовал Пётр I, играли музыканты Екатерины, гости танцевали модные танцы, а затем слушали пение слепого казака под бандуру. 
 В 1723 году Анастасия Ивановна овдовела. Потеряв мужа, молодая вдова сохраняет энергию и вкус к придворной деятельности, носившей в это время кочевой характер. После смерти Дмитрия Кантемира много лет (до 1739 года) не остывали страсти по его наследству. По закону, имения не могли быть разделены, а должны были быть отданы старшему сыну Кантемира от первого брака. Старшим сыном был Константин. При разделе Сенат решил дело (о какой-то доле наследства) в пользу мачехи Константина Анастасии Ивановны. Константин обратился в Верховный Тайный Совет. Там созвали комиссию, с участием императрицы. Комиссия перерешила — и иск Константина удовлетворили.

### Второй брак

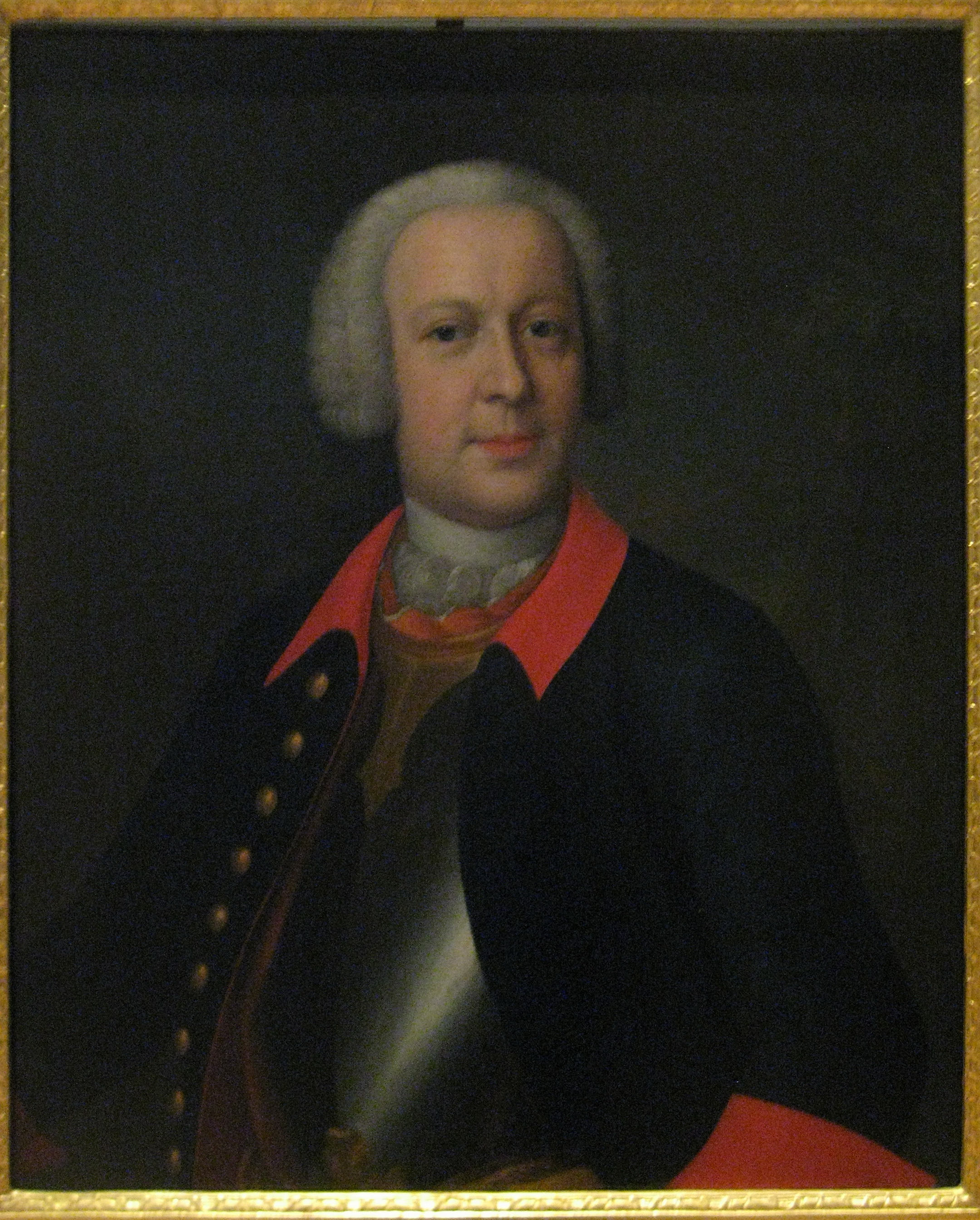
Людвиг Вильгельм Гессен-Гомбургский. Портрет кисти Ф.Липпольда (1739, Кусково)

3 февраля 1738 года в Петербурге княгиня Анастасия вступила во второй брак с давним своим поклонником российским фельдмаршалом Людвигом Груно, наследным принцем Гессен-Гомбургским. В 1739 году супруги путешествовали по Германии, и Анастасия Ивановна единственный раз побывала в Гомбурге, который должен был стать резиденцией её супруга, однако Людвиг умер за год до своего отца.
Анастасия Ивановна сумела завоевать особое расположение императрицы Елизаветы Петровны, находясь при ней во время дворцового переворота в 1741 году, за что была пожалована 25 ноября 1741 года статс-дамой, а 18 декабря того же года орденом св. Екатерины 1-го класса. В этом звании Анастасия Ивановна «брала первенство» у всех статс-дам, не исключая и обер-гофмейстерины графини А. К. Воронцовой, и, подобно ей, имея кавалерский орден, не носила статс-дамского портрета. В 1745 году Анастасия Ивановна овдовела во второй раз.

## Последние годы

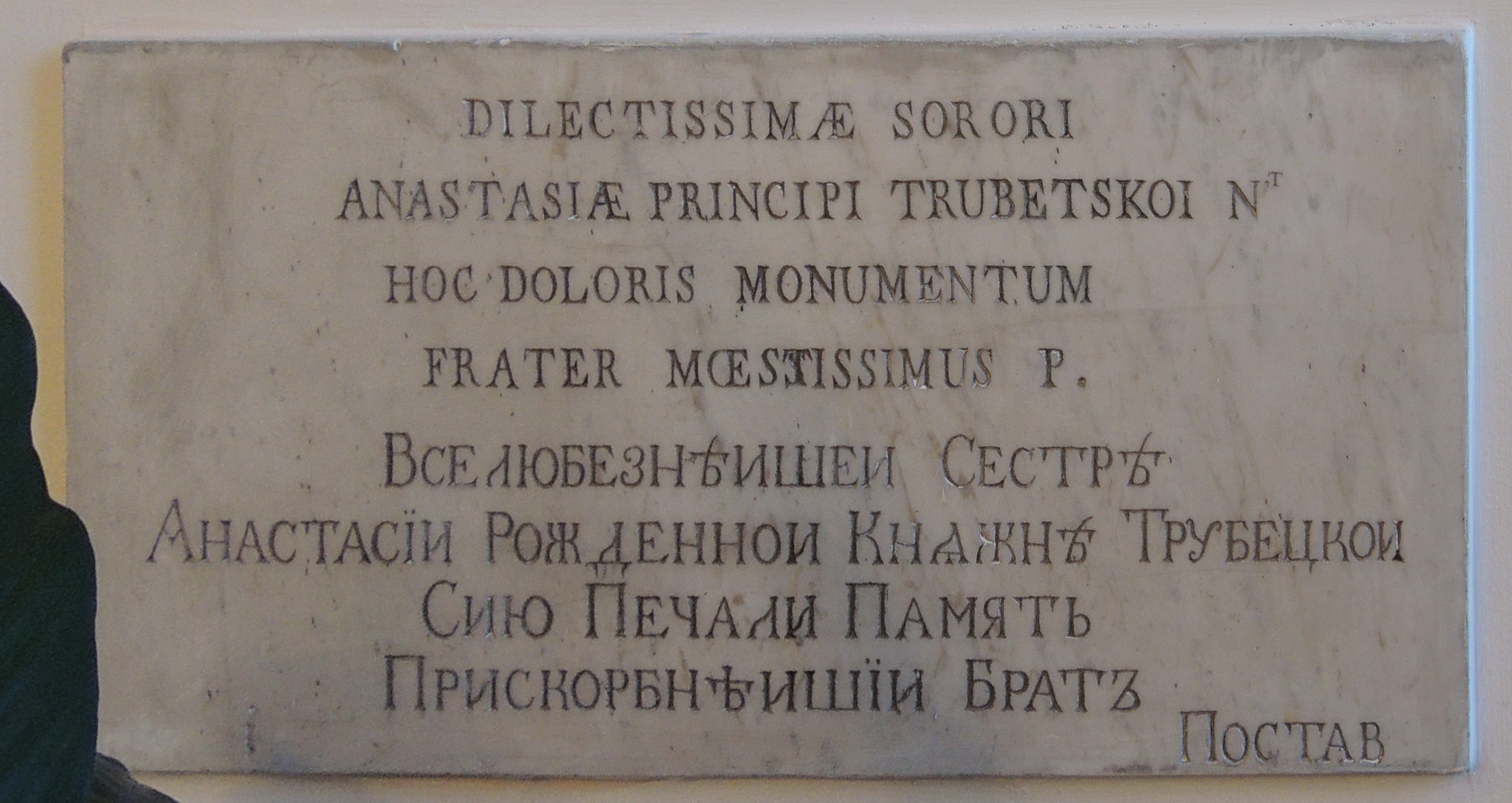
Плита с эпитафией на русском и латинском языках. Надпись: «Вселюбезнейшей Сестре Анастасии Рожденной княжне Трубецкой Сию Печали Память Прискорбнейший брат»

Не найдя счастья во втором браке, Анастасия Ивановна всегда пользовалась безупречной репутацией. Болезнь мужа, лечение и смерть его в Берлине — такой ряд бед надолго отвлек княгиню за границу. Она не сразу нашла в себе силы вернуться на родину. В последние годы она много путешествовала, была известна в европейских столицах своей красотой и образованностью и подолгу жила в Париже с дочерью, блистая на придворных балах у королевы Марии Лещинской.
Смерть отца в 1750 году заставила Анастасию Ивановну вернуться на родину. К придворной жизни она уже возвращалась только эпизодически. Последние годы жизни княгиня посвятила благотворительности.
Скончалась Анастасия Ивановна в Петербурге 27 ноября 1755 года и похоронена в Александро-Невской лавре, в церкви Благовещения. Её сводный брат Бецкой, с которым ландграфиню связывала нежная дружба, поставил на её могиле мраморную доску с надписью «Вселюбезнейшей сестре Анастасии, рожденной княжне Трубецкой, сию печали память прискорбнейший брат поставил.»
Им же выбиты в память её две медали с её изображением и надписями: « Восходит к вершине почёта по стезе добродетели»; «Дражайшей сестре опечаленный брат».

## Дети

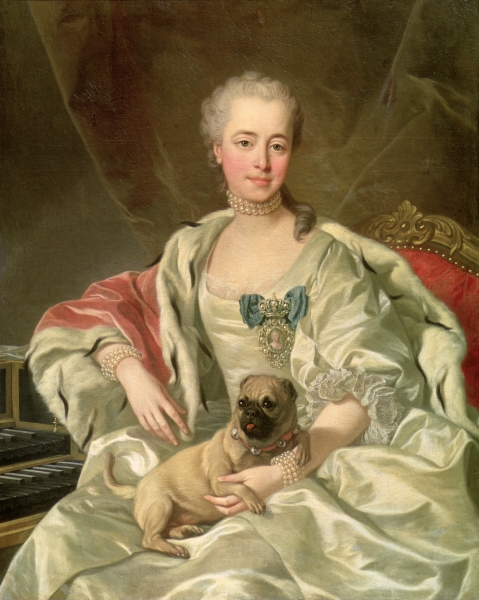
Портрет княгини Екатерины Дмитриевны Голицыной работы Луи Мишеля ван Лоо (1759 г.)
Москва, Государственный музей изобразительных искусств имени А. С. Пушкина

В первом браке у Анастасии родились два сына и одна дочь:
- Петр (ум. в млад.)
- Иван (ум. в млад.)
- Екатерина (1720—1761), которая в 1751 году вышла замуж за князя Дмитрия Михайловича Голицына (детей у них не было).

Второй брак Анастасии был бездетным.

## Образ в кинематографе
- Анна Ковальчук — Пётр Первый. Завещание (2011)